# Championnats du monde de biathlon 1962
Les Championnats du monde de biathlon 1962 se tiennent à Hämeenlinna (Finlande), le 4 mars 1962.

## Résultats
| Épreuve            | Or                                                                     | Argent                                                | Bronze                                        |
| 20 km individuel H | Vladimir Melanine                                                      | Antti Tyrväinen                                       | Valentin Pzhenitsyn                           |
| Par Équipes        | Union soviétique Vladimir Melanine Valentin Pzhenitsyn Nikolay Pusanov | Finlande Antti Tyrväinen Hannu Posti Veikko Hakulinen | Norvège Jon Istad Olav Jordet Henry Hermansen |

Note : Une seule épreuve disputée pour deux catégories. Classement par équipes obtenu par addition des 3 meilleurs temps individuels de chaque nation.

## Tableau des médailles
| Médailles | Pays             | Or | Argent | Bronze | Ensemble |
| --------- | ---------------- | -- | ------ | ------ | -------- |
| 1         | Union soviétique | 2  | 0      | 1      | 3        |
| 2         | Finlande         | 0  | 2      | 0      | 2        |
| 3         | Norvège          | 0  | 0      | 1      | 1        |